# Kelsey Briggs
Kelsey Briggs   (Oklahoma City, 28 de desembre de 2002 - Meeker, 11 d'octubre de 2005) de nom complet, Kelsey Shelton Smith-Briggs va ser una víctima d'abús infantil. Va morir a casa de la seva mare biològica Raye Dawn Smith i del seu padrastre Michael Lee Porter. La seva mort va ser considerada un homicidi. Kelsey havia estat observada "de prop" pel Departament de Serveis Socials d'Oklahoma des del gener del 2005 fins al dia de la seva mort.

## Biografia
Naixement i primera infància
Kelsey va néixer el 28 de desembre de 2002 a Oklahoma City, Oklahoma, de pares divorciats. Va viure amb la seva mare i va mantenir el contacte amb la seva família paterna. Els primers dos anys de la seva vida van ser incòmodes. Abans del gener de 2005, no es van notificar signes d'abús a les autoritats, ni es van ser notats pels membres de la família ni pel personal de guarderia de Kelsey.
Abús
Des del gener del 2005 fins al final de la seva vida, Kelsey havia patit diverses incidències documentades i confirmades d'abús infantil. Les seves ferides incloïen una clavícula trencada, cames trencades i múltiples contusions i abrasions a la cara i al cos.
El 17 de gener de 2005, el Oklahoma Department of Human Services (OKDHS) va confirmar per primera vegada maltractament infantil per part de la mare de Kelsey després que portessin a Kelsey al servei d'urgències local amb una clavícula trencada, diverses contusions i abrasions a la part baixa de l'esquena, les natges i les cuixes de Kelsey.
L'abril de 2005, Kelsey es va trencar les dues cames. Els reconeixements mèdics van determinar que es tractava de fractures espirals en diferents etapes de la curació i que eren causades per l'abús infantil. Després d'aquest incident, Kelsey es va posar sota custòdia dels Serveis Socials (Estat).
El 15 de juny de 2005, Kelsey es va entregar a la mare biològica Raye Dawn Smith i al padrastre Michael Lee Porter pel jutge associat del districte, Craig Key, en contra d'una recomanació de serveis socials. El jutge va declarar que l'agressor era "desconegut".
Mort
Kelsey Shelton Smith-Briggs va morir l'11 d'octubre de 2005 a casa de la seva mare, Raye Dawn Smith, i del seu padrastre, Michael Lee Porter a Meeker, Oklahoma. La seva mort es va dictar com un homicidi per un traumatisme contundent a l'abdomen.

## Judici, veredicte i frases
Michael Lee Porter(padrastre) va ser acusat d'agressió sexual i assassinat en primer grau, però el febrer de 2007 es va declarar culpable d’haver permès l’abús infantil i va ser condemnat a 30 anys de presó.
Raye Dawn Smith (mare biològica)va ser condemnada el 18 de juliol de 2007, per permetre l'abús de menors i va ser condemnada a 27 anys de presó. Se li va denegar la seva sol·licitud d’apel·lació.

## Llei de reforma de la protecció infantil Kelsey Smith-Briggs
El març del 2006, la legislatura estatal d'Oklahoma va aprovar la Llei de reforma de la protecció infantil Kelsey Smith-Briggs per reformar la manera com els tribunals i el Oklahoma Department of Human Services (OKDHS) gestionen casos relacionats amb l'abús i la negligència infantil. El coautor del projecte de llei, el senador Harry Coates, va presentar la mesura en comissió.